# 多毛哈佐
多毛哈佐，是匈牙利包尔绍德-奥包乌伊-曾普伦州所辖的一个村。总面积28.83平方公里，总人口857，人口密度29.7人/平方公里（2011年1月1日）。